# ヨツボシオオキスイ
ヨツボシオオキスイ (Helota gemmata) は、オオキスイ科の甲虫の1つ。前翅に左右2個の黄色い斑紋を持っている。カナブンなどと共に樹液に集まる昆虫である。

## 特徴
細長くて扁平な甲虫。概形は舟形で、体長は14mm前後。全体に黒くて金属光沢がある。腹面は赤褐色で、歩脚も赤褐色、ただし腿節の外側と跗節は黒褐色になっている。頭部は縦長で、中央に不明瞭ながら縦向けに二本の隆起がある。点刻はその外側ではやや小さく、内側では粗大になっている。複眼は大きく、触角は赤褐色で、先端に3節からなる球桿部があり、その部分は扁平になっていて黒褐色を呈する。前胸背板は前向きに少し狭まり、両側の縁は鈍い鋸歯状になっており、縁の後ろは鋭角になり、中央で少し後ろに突き出している。その背面には前半部に四条の隆起した縦筋があり、中央の二本は中程で左右合わさって太い一条になる。両側の条は中程で一度途切れ、後方でまた現れ、前後に区切れた形となっている。前翅には粗大な点刻の列があり、その間が隆起している。その中央中程と先端近くに1つずつ琥珀のような黄色い斑紋がある。

## 生態など

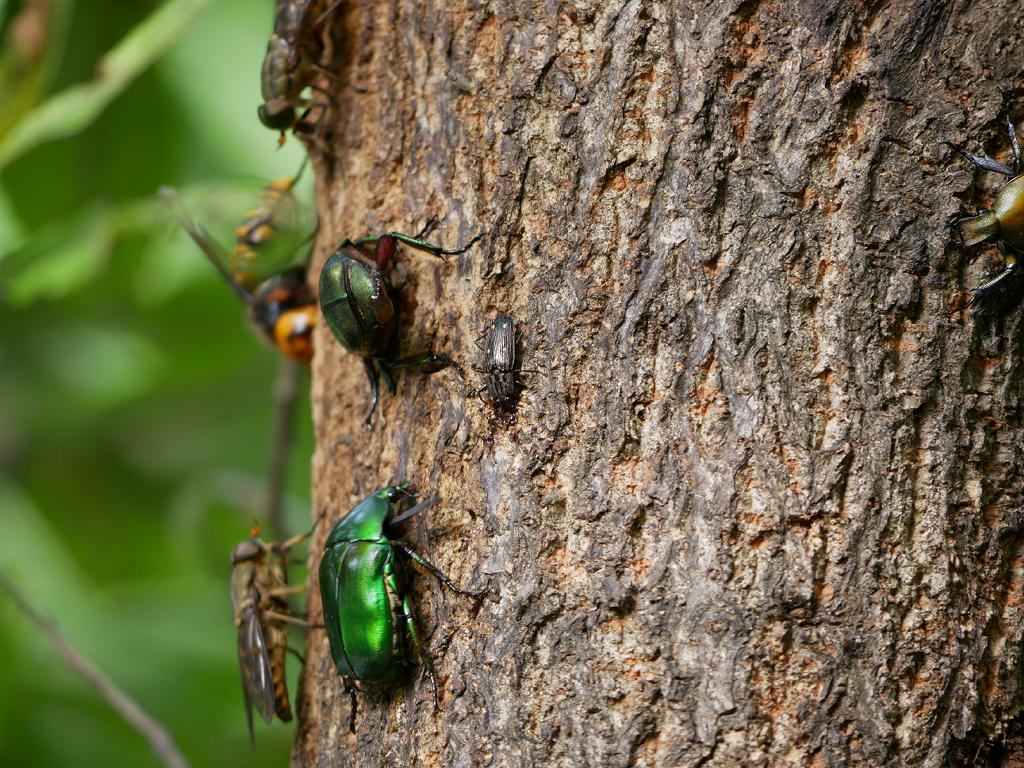
カナブンの足下で

平地から山地までおり、昼間に活動する。クヌギやコナラの樹液に集まり、そのような場所では樹皮の隙間に潜り込むか、樹皮のくぼみに体を寄せている。
樹液にはカブトムシやクワガタ、カナブン、スズメバチなど多くの昆虫が集まるが、それらの強弱はよく虫好きの話題になるところであるが、森上(2009)は単純な力の比較は無意味であり、戦術の差も考慮すべきと論じている。その中で本種(を含むオオキスイ類)に関してはその比較的小柄な体格と体の扁平さで気配を消すことに成功しており、『一番楽』に『高い効果を上げ』ていると評している。つまりこの虫は樹皮の隙間などに張り付くと、他のより大きい昆虫は相手にせず、スズメバチなど踏んでも気づかないし、踏まれるこの虫も動じる様子がなく、それはまるで「樹液酒場の玄関マット」並と述べている。

## 分布
北海道、本州、四国、九州から知られ、国外からは記録はない。

## 類似種など
本種の所属するオオキスイムシ科は1属のみが知られ、世界に100種、日本からは3種が知られる。このうちでミドリオオキスイ H. cereopunctata は本種に似ているものの体長が8-9mmとかなり小さい。また前胸背に隆条などがない。ムナビロオオキスイ H. fulviventris は本種によく似ており、大きさもほぼ同じだが、前翅を縦に走る隆起が部分的にくびれている点で異なる。この種も本種と同様に樹液に来る。